# Cidade Desportiva de Guimarães
A Cidade Desportiva de Guimarães é o conjunto de equipamentos existentes no concelho de Guimarães, Portugal destinados à prática desportiva e à recepção de eventos de grandes dimensões nacionais e internacionais, constituídos pelas Piscinas de Guimarães, a Pista de Atletismo, a Pista de Cicloturismo e o Pavilhão Multiusos. Estes equipamentos são geridos e explorados pela régie cooperativa municipal Tempo Livre.

## Equipamentos

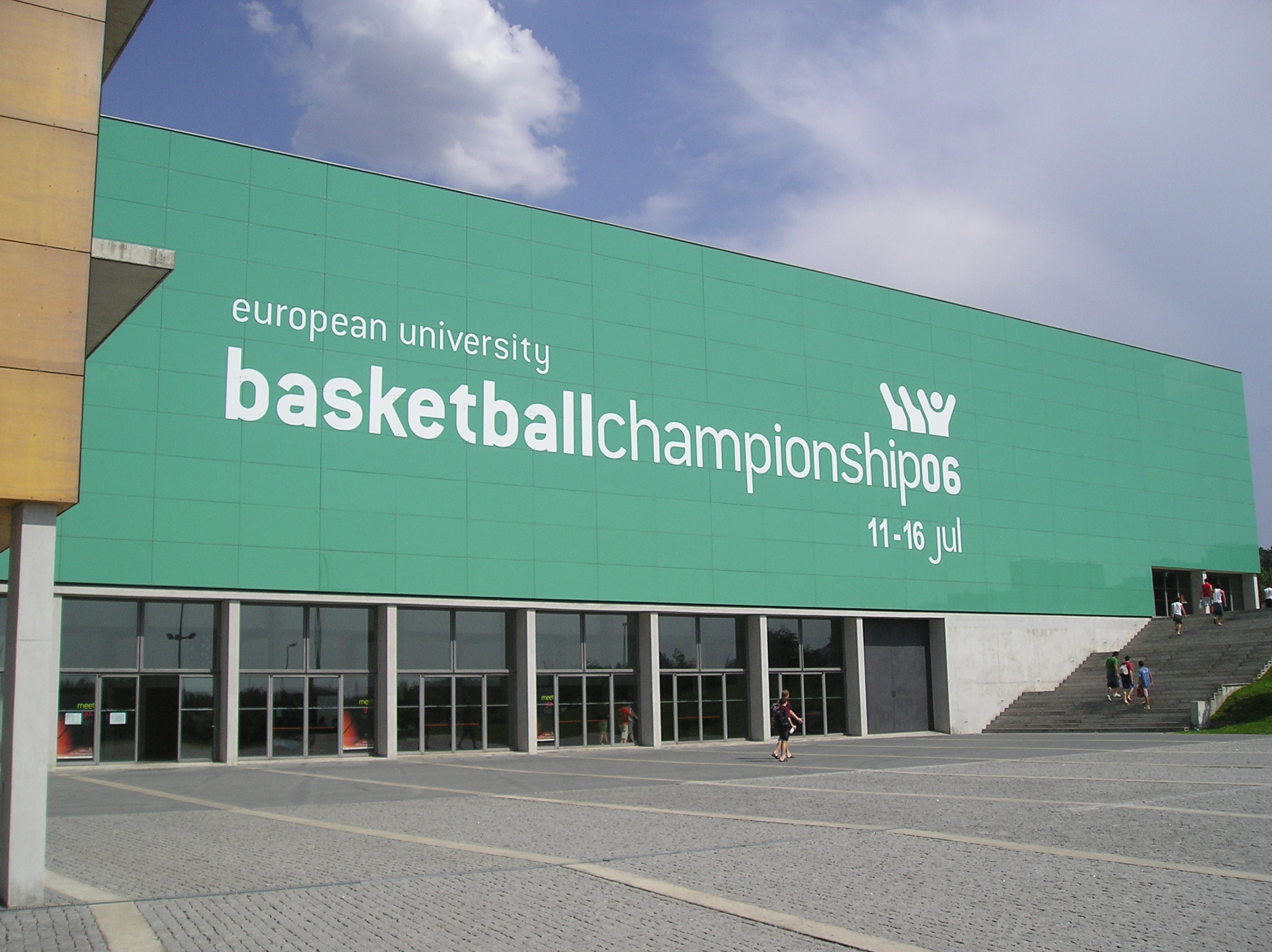
Multiusos de Guimarães

Multiusos de Guimarães - Situado na Veiga de Creixomil, junto a uma das principais entradas rodoviárias e à circular urbana. Com uma capacidade máxima de 7 603 lugares, já acolheu várias competições de nível internacional, concertos, congressos e feiras. Foi o palco da Grande Final do Festival da Canção 2018.
Complexo Municipal de Piscinas - Situadas em Santiago de Candoso, próximas do Multiusos de Guimarães, são compostas por três piscinas interiores aquecidas, uma de 25m, onde pratica o Polo Aquático do Vitória Sport Clube, e as restantes dedicadas à aprendizagem e bebés. Dispõe ainda, de um ginásio, gabinete de massagens, entre outros serviços.
Piscinas Scorpio - Ao lado do Complexo Municipal de Piscinas de Guimarães e ao ar livre, o Scorpio tem duas piscinas com um parque de diversões aquáticas, pela Fantasilândia e Waterslide. Apresenta um logradouro correspondendo à zona de solário e ainda um parque infantil para os mais novos.
Pista de atletismo Gémeos Castro - Situadas ao lado das Complexo de Piscinas, possui uma pista com 8 corredores em piso sintético e bancada com capacidade para 1 200 pessoas, possuindo 4 balneários com uma capacidade total de 300 utentes em utilização simultânea. Tem o nome dos irmãos Castros, Domingos Castro e Dionísio Castro, dois ex-atletas de fundo oriundos da freguesia de Fermentões.
Parque da Cidade Desportiva - Está situado ao lado da pista de atletismo Gémeos Castro e é um enorme espaço relvado de acesso livre que permite a prática individual ou coletiva de todo o tipo de desportos e atividades físicas. Para além das quadras desportivas e dos equipamentos de exercício físico espalhados pelo espaço este parque inclui ainda uma parque infantil e espaços de lazer e de estar em família.

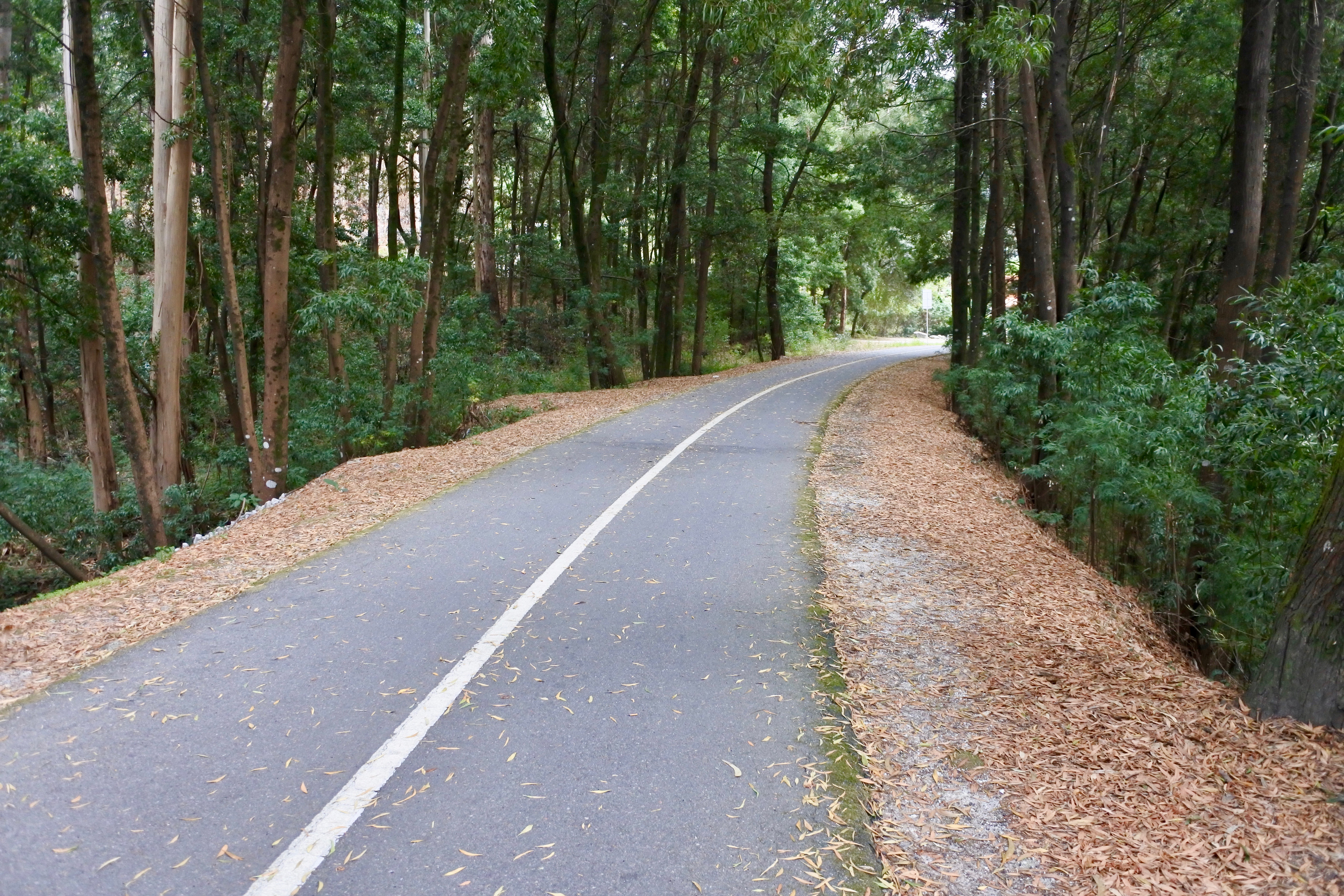
Pista de Cicloturismo

Pista de Cicloturismo -  Com uma extensão de 14,3 km, a pista resulta do aproveitamento parcial da desativada Linha de Guimarães entre Guimarães e Fafe. Com início em Aldão, a ecovia apresenta um excelente traçado para percursos ciclo turísticos ou pedestres. Tem um piso em asfalto onde não é permitido trânsito a veículos com motor. A ecopista é estendida através da malha urbana da cidade passando pelo Parque Urbano de Guimarães, pela Estação de Guimarães seguindo depois para a Cidade Desportiva em Candoso São Tiago, passando pelo Pavilhão Multiusos. Neste momento há a intenção de conectar a cidade às margens do Rio Ave, onde se encontra a nova Ecovia do Ave prevista com 61 Km.